# Shannon (Québec)
Pour les articles homonymes, voir Shannon.
Shannon est une ville canadienne au Québec, chef-lieu de la MRC de La Jacques-Cartier, dans la région de la Capitale-Nationale. Elle est située en banlieue de Québec.

## Histoire
La ville est née le 14 décembre 1946 d'un démembrement du territoire de Sainte-Catherine de Portneuf (aujourd'hui Sainte-Catherine-de-la-Jacques-Cartier), à la suite de protestations de cette partie de la population contre les taxes municipales. Sa population est issue historiquement de l'émigration irlandaise, d’où son nom. Les principales ressources ont longtemps été l'exploitation du bois à destination des chantiers navals de Québec.
Le 20 mai 2017, la municipalité de Shannon change son statut pour celui de ville .

### Contamination de la nappe phréatique
En 2000, la municipalité de Shannon, après des analyses de la nappe phréatique de la ville, constate que celle-ci est contaminée par du trichloréthylène (TCE), un cancérogène utilisé dans les bâtiments de la base des Forces canadiennes Valcartier qui était rejeté dans la nature. Cette contamination de l'eau serait la cause d'une augmentation des cancers dans cette région allant jusqu'à Val-Bélair. En 2007, les citoyens de Shannon intentent un recours collectif contre la Défense nationale du Canada (qui maintient un centre de recherche et la base militaire à proximité) et la firme SNC Technologies (qui a exploité une usine d'armement dans la région), car ceux-ci semblaient connaître le problème depuis près de 30 ans ,,.

## Géographie
Cette municipalité est située à 25 kilomètres au nord-ouest de Québec. Elle est située à proximité de la base des Forces canadiennes Valcartier. Elle est traversée du nord au sud par la rivière Jacques-Cartier dont l'embouchure est située à Donnacona. Le segment de la rivière Jacques-Cartier relevant de la zec de la Rivière-Jacques-Cartier commence un peu au nord du pont de chemin de fer du Canadien National à Shannon, et se termine à l'embouchure de la rivière à Donnacona.
La rivière aux Pins traverse la municipalité du nord-est vers le sud-ouest.
La rivière de la Somme y coule du nord-est vers le sud-est jusqu'à sa confluence avec la rivière aux Pins.

## Démographie
| 1966  | 1971  | 1981  | 1986  | 1996  |
| ----- | ----- | ----- | ----- | ----- |
| 3 806 | 3 995 | 3 488 | 3 311 | 3 751 |

| 2001  | 2006  | 2011  | 2016  | 2021  |
| ----- | ----- | ----- | ----- | ----- |
| 3 668 | 3 825 | 5 086 | 6 031 | 6 432 |

## Administration
Les élections municipales se font en bloc pour le maire et les six conseillers.
| Shannon Maires depuis 2001                                                                                           |                   |         |          |
| Élection | Maire             | Qualité | Résultat |
| 2001 | Clive Kiley       |         | Voir     |
| 2005 | Clive Kiley       | Voir    |          |
| 2009 | Clive Kiley       | Voir    |          |
| 2013 | Clive Kiley       | Voir    |          |
| 2017 | Mike-James Noonan |         | Voir     |
| 2021 | Sarah Perreault   |         | Voir     |
| Élection partielle en italique Depuis 2005, les élections sont simultanées dans toutes les municipalités québécoises |                   |         |          |